# لورانس بيرس
لورانس بيرس (بالإنجليزية: Lawrence Pearce)‏ هو مخرج بريطاني، ولد في 15 يونيو 1980.

## وصلات خارجية
- الموقع الرسمي
- لورانس بيرس على موقع IMDb (الإنجليزية)
- لورانس بيرس على موقع أول موفي (الإنجليزية)
- لورانس بيرس على موقع كينوبويسك (الروسية)